# Oliver Held (Fußballspieler)
Oliver Held (* 10. September 1972 in Kiel) ist ein ehemaliger deutscher Fußballspieler. Er spielte als Mittelfeldspieler und Außenverteidiger. Bekannt wurde er vor allem, als er in der Bundesliga-Saison 1997/98 im Nachholspiel des 27. Spieltags mit FC Schalke 04 gegen den 1. FC Köln einen Torschuss auf der Torlinie mit der Hand abwehrte und auf Nachfrage des Schiedsrichters angab, den Ball mit dem Kopf gespielt zu haben.

## Karriere
Helds erste Vereine waren SV Friedrichsort und Holstein Kiel, 1995 wechselte er zum FC Schalke 04. Da er im selben Jahr zuvor auch beim Regionalligisten VfL 93 Hamburg unterschrieben hatte, erwogen die Hamburger rechtliche Schritte. Er spielte in sechs Jahren bei Schalke 96-mal in der Bundesliga und erzielte dabei vier Tore. 1997 gewann er mit Schalke den UEFA-Cup. 2001 wechselte er zum damaligen Bundesligaaufsteiger FC St. Pauli, bei dem er zwei Jahre blieb und in 36 Ligaspielen zwei Tore erzielte. Ab 2003 spielte er bis zum verletzungsbedingten Karriereende 2010 für den Amateurverein TSV Kropp, bei dem er auch rund vier Jahre lang als Co-Trainer agierte. Beim TSV Kropp ist er als Jugendtrainer tätig.
Während seiner Zeit bei Schalke 04 erlangte Held besonders bundesweit Aufmerksamkeit, da er zu einem Präzedenzfall für das DFB-Sportgericht wurde. In einem Nachholspiel des 27. Spieltags der Saison 1997/98, das nach dem 32. Spieltag stattfand, im Spiel Schalke 04 gegen den 1. FC Köln wehrte er in der 81. Spielminute beim Stand von 0:0 einen Torschuss der abstiegsbedrohten Kölner auf der Torlinie mit der Hand ab, gab aber auf Nachfrage des Schiedsrichters Uwe Kemmling an, den Ball mit dem Kopf gespielt zu haben. Kemmling entschied daher nicht auf Elfmeter, sondern Eckball. In der Schlussminute kassierte der 1. FC Köln noch das 0:1 und stieg aufgrund dieser Niederlage am Saisonende zum ersten Mal in die 2. Bundesliga ab. Im Anschluss an die Partie wurde Held wegen unsportlichen Verhaltens für zwei Spiele gesperrt und war damit der erste Profi, der für eine Falschaussage bestraft wurde. Toni Polster, österreichischer Stürmer im Dienste des 1. FC Köln, wünschte Held nach dem Spiel, dass er „sein ganzes Leben lang kein Glück mehr haben“ solle. Held hat diese Falschaussage seitdem mehrmals als einen der größten Fehler seines Lebens bezeichnet.